# Латур-Мобур, Жан Эктор де
Жан Эктор де Фэ, маркиз де Латур-Мобур (фр. Jean Hector de Faÿ, marquis de La Tour-Maubourg; 13 марта 1678, Q2971241? — 16 мая 1764, Геньон) — французский военный деятель, маршал Франции (1757).

## Биография
Родился в 1678 году в семейном замке Ла-Гард на Луаре, неподалёку от Монбризона.
В 1700 году, в возрасте 22 лет, вступил в одну из двух рот Королевских мушкетёров. Однако, уже начиная с 1701 года служил в Королевском пехотном полку, а в 1703 году был уже полковником и командиром армейского пехотного полка.
Активный участник Войны за испанское наследство (1701—1714). В 1706 году отличился в Бельгии, в битве при Рамийи. В 1707 году, во главе полка, воевал в Эльзасе. В 1707 году сражался в Пьемонте. В 1708 году — в горных, альпийских условиях, под Бриансоном. В 1710—1713 годах — в Савойе, в 1714 году — в Каталонии, в 1715 году — на острове Майорка.
Через несколько лет после окончания войны был произведён в бригадные генералы (1719). В 1734 году был повышен до лагерного маршала (генеральский чин), а в 1738 году — до генерал-лейтенанта.
Во время Войны за австрийское наследство (1740—1748) отличился в битве при Року (1746), где был ранен, в битве при Лауфельде (1748) и при осаде Маастрихта в том же году.
Через некоторое время после окончания войны был назначен губернатором Сен-Мало, а в 1757 году получил звание  маршала Франции.
Латур-Мобур был крупным землевладельцем. В своём имении в Гёньоне он основал железоделательный завод.
Он был женат трижды, но имел только двух дочерей от второй жены, тогда как в двух других браках детей не было.
Маршал Латур-Мобур скончался в Гёньоне в 1764 году и был похоронен там же (могила не сохранилась).